# لوري خان
لوري خان (بالإنجليزية: Laurie Khan) هو عداء سريع جامايكي، ولد في 14 يونيو 1943.

## وصلات خارجية
- لوري خان على موقع أوليمبيديا (الإنجليزية)